# Silnice I/62 (Slovensko)
Silnice I. třídy 62 (I/62) je silnice I. třídy na Slovensku vedoucí ze Sence do Šoporně v okrese Galanta. Její celková délka je 37 km. Přes I/62 neprochází žádná evropská silnice.

## Historie
Silnice původně končila v Seredi křižovatkou se silnicí I. třídy I/51. Po výstavbě jižního obchvatu Seredě (tehdy silnice I/51, dnes součást R1) byl původní úsek silnice I/51 ze Seredě po křižovatku Šintava přičleněný k silnici I/62.

## Průběh
I/62 začíná v Bratislavském kraji v Senci na křižovatce s I/61, následně se kříží s II/503, opouští Senec, kříží se s III/1042, III/1064, III/1049, III/1052 a přechází do Trnavského kraje.
Tady prochází I/62 přes okres Galanta, kde se kříží s III/1335, II/510, III/1333, III/1334, III/1337, I/75 u Sládkovičova, pokračuje křižovatkami s III/1333, III/1341, III/1338, s I/51 u Seredě, mimoúrovňově s R1 na výjezdu Sereď-jih, pokračuje do Seredě, kde se kříží s III/1331, II/507, III/1320, v Šintavě s II/507, a u Šoporně končí na křižovatce s
I/51 a II/573.